# Cashel (ort i Irland, Connacht)
Cashel är en ort i republiken Irland.   Den ligger i grevskapet County Galway och provinsen Connacht, i den västra delen av landet, 240 km väster om huvudstaden Dublin. Cashel ligger 19 meter över havet och antalet invånare är 200.
Terrängen runt Cashel är kuperad åt nordost, men åt sydväst är den platt. En vik av havet är nära Cashel åt sydväst. Runt Cashel är det mycket glesbefolkat, med 7 invånare per kvadratkilometer. Närmaste större samhälle är Clifden, 16,4 km nordväst om Cashel. Trakten runt Cashel består i huvudsak av gräsmarker.